# Catephia diplogramma
Catephia diplogramma är en fjärilsart som beskrevs av George Francis Hampson 1905. Catephia diplogramma ingår i släktet Catephia och familjen nattflyn. Inga underarter finns listade i Catalogue of Life.